# 발로디네라
발로디네라(이탈리아어: Vallo di Nera)는 이탈리아 움브리아주 페루자도에 위치한 코무네다. 페루자에서 남동쪽으로 60km 거리에 있다.